# یواس‌اس لانینگ (دی‌یی-۱۵۹)
یواس‌اس لانینگ (دی‌یی-۱۵۹) (به انگلیسی: USS Laning (DE-159)) یک کشتی بود که طول آن ۳۰۶ فوت (۹۳ متر) بود. این کشتی در سال ۱۹۴۳ ساخته شد.